# 卡塞罗斯战役
卡塞罗斯战役(Battle of Caseros)或(Monte Caseros) 战役发生在1852年2月3日，阿根廷恩特雷里奧斯省省長胡斯托·何塞·德·乌尔基萨與地方首領結成聯盟，在卡塞罗斯击败布宜诺斯艾利斯省的胡安·曼努埃尔·德·罗萨斯，罗萨斯被推翻，流亡英国。5月1日，胡斯托·何塞·德乌尔基萨召开制宪会议，成立了新的联邦共和国，胡斯托·何塞·德乌尔基萨任第一任总统。
阿根廷大布宜諾斯艾利斯的行政區二月三日站。即以1852年2月3日的卡塞羅斯戰役而得名。